# Parakan Muncang
Parakan Muncang is een bestuurslaag in het regentschap Bogor van de provincie West-Java, Indonesië. Parakan Muncang telt 12.887 inwoners (volkstelling 2010).